# Stojewsko
Stojewsko ist eine Ortschaft mit einem Schulzenamt der Landgemeinde Krasocin im Powiat Włoszczowski der Woiwodschaft Heiligkreuz in Polen. Sie liegt um 16 km nordöstlich der Stadt Włoszczowa.

## Geschichte
In der ersten Hälfte des 19. Jahrhunderts gehörten die Güter von Krasocin und Gruszczyn zu W. Dobiecki, der dort deutsche Kolonisten ansiedelte. Aber in der Mitte der 1840er Jahre wanderten sie zum großen Teil aus den Orten Wojciechów, Lipia Góra und Podlesie aus. Ab Juni 1850 gehörten diese Güter zu den Eheleuten Hipolit und Karolina Stojowski. Sie siedelten wahrscheinlich in den frühen 1860er Jahren in der neuen nach ihnen genannten Kolonie Stojewo zwischen 20 und 25 deutsch-evangelische Familien an. Stojewo wurde neben Antonielów zu einem Zentrum der deutschen Bauern zwischen der Pilica im Westen und Kielce, dem Sitz der evangelisch-augsburgischen Gemeinde, im Osten. Im Jahr 1864 lebten in der Umgebung insgesamt 94 Lutheraner.
Nach dem Ende des Ersten Weltkriegs kam Stojewsko zu Polen. Im Jahr 1921 hatte Strojewsko (sic!) in der Gemeinde Krasocin im Powiat Włoszczowski der Woiwodschaft Kielce 31 Häuser mit 211 Einwohnern, davon deklarierten sich alle als Polen, außer 49 Katholiken, gab es 151 Lutheraner (außerdem lebten in der Gemeinde polnische Protestanten unter anderem in Karolinów – 70, Występy – 51, Wojciechów – 21) und 11 Juden. Jedoch gehörte Stojewsko neben Antonielów, Skałka Niemiecka, Przeczów und Godów in der Zwischenkriegszeit zu den Orten, wo die Bewohner oft noch wenig die polnische Sprache kannten.
Im Zweiten Weltkrieg gehörte es zum Distrikt Radom im Generalgouvernement. Von 1975 bis 1998 gehörte Stojewsko zur Woiwodschaft Kielce.